# Claudia Vega
Claudia Vega   (Barcelona, 9 de juny de 1999) és una actriu catalana. Ha estat nominada al Premi Gaudí 2012 a la millor protagonista femenina, pel seu paper en la seva primera pel·lícula, EVA.

## Biografia

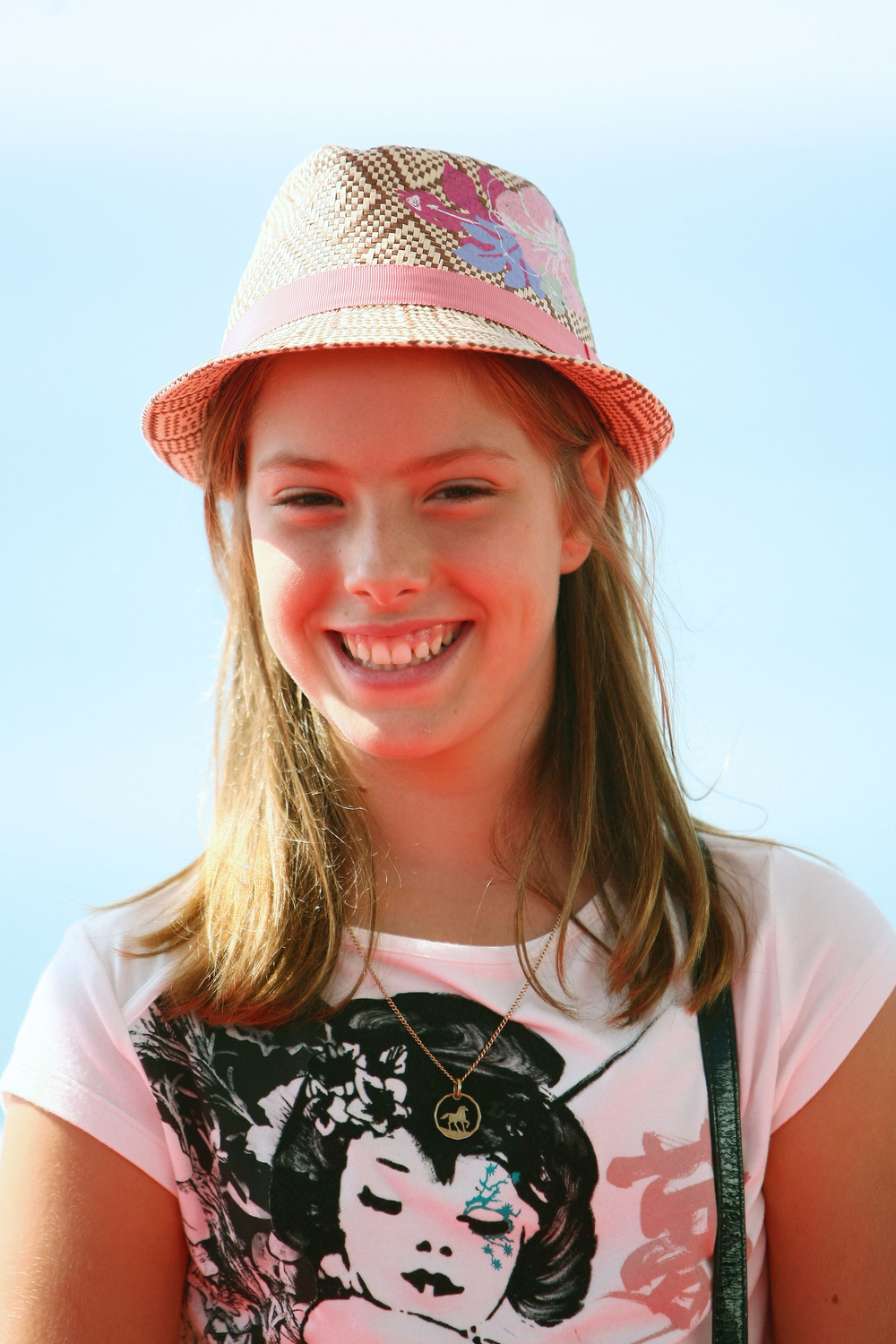
Claudia Vega. Eva. Sitges – Festival Internacional de Cinema Fantàstico de Catalunya 2011

Estudiant de teatre, el 2011 debuta al cinema amb EVAde Kike Maíllo, en la qual és seleccionada entre més de 3.000 aspirants en un càsting, i per la qual és nominada al Premi Gaudí 2012 a la millor protagonista femenina.
Mentre segueix amb els seus estudis de teatre, el 2012 protagonitza juntament amb l'actriu Ana Fernández el curt de terror ciència-ficció Horitzó del director Aitor Uribarri.
El 2013 estrena simultàniament dues pel·lícules, Barcelona, nit d'estiu de Dani de la Orden, coproduïda per Kike Maíllo, i Zipi y Zape y el club de la canica d'Óskar Santos.
EVA s'estrena als Estats Units al març de 2015, amb la productora de cinema The Weinstein Company, tenint molt bones crítiques, especialment a la interpretació de Claudia Vega.
Amb Miki Esparbé de director i juntament amb l'actor Jordi Sánchez, el 2016 roda el seu segon curt, Niña de papà. També aquell mateix any apareix en diversos capítols de Nit i dia de TV3 i protagonitza dos curts més, LASTCLIP, un curt de terror de Pau Carreté i Ringo, un curtmetratge de ﬁcción de la ESCAC (Escola Superior de Cinema i Audiovisuals de Catalunya).
Al juliol de 2018 s'estrena Jean-François i el sentit de la vida, l'opera prima de Sergi Portabella, una tragicomèdia juvenil existencialista, que protagonitza al costat de l'actor Max Megías.
Claudia Vega es va incorporar al càsting de Merlí amb l'spin-off Merlí: Sapere Aude, escrita per Héctor Lozano, interpretant el personatge d'Oti.

## Filmografia

### Cinema
| Any  | Pel·lícula                           | Personatge  | Director         |
| ---- | ------------------------------------ | ----------- | ---------------- |
| 2011 | EVA                                  | Eva         | Kike Maíllo      |
| 2012 | Horitzó (curt)                       | Ana         | Aitor Uribarri   |
| 2013 | Zipi i Zape i el club de la bala     | Matilde     | Óskar Santos     |
| 2013 | Barcelona, nit d'estiu               | Mireia      | Dani de la Orden |
| 2016 | LASTCLIP (curt)                      | Pau Carreté |                  |
| 2016 | Nena de papà (curt)                  | Lucía       | Miki Esparbé     |
| 2016 | RINGO (curt)                         | Irene       | Adriá Pagés      |
| 2018 | Jean-François i el sentit de la vida | Lluna       | Sergi Portabella |

### Televisió
| Any  | Sèrie              | Personatge | Notes    | Cadena          |
| ---- | ------------------ | ---------- | -------- | --------------- |
| 2016 | Nit i dia          | Claudia    | Capítols | TV3 (Catalunya) |
| 2018 | Com si fos ahir    | Ona        | Capítols | TV3 (Catalunya) |
| 2019 | Merlí: Sapere Aude | Oti        | Capítols | Movistar+ i TV3 |